# Краматорськ (станція)

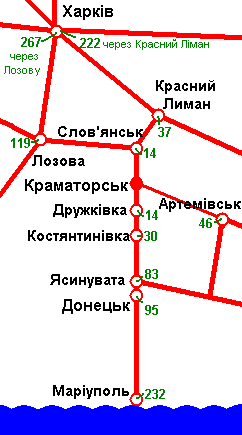
Схема відстаней від станції до найближчих міст

Крамато́рськ — проміжна залізнична станція 1-го класу Лиманської дирекції Донецької залізниці на перетині двох ліній Слов'янськ — Костянтинівка та Краматорськ — Бахмут. Розташована у центральній частині міста Краматорськ Донецької області. Станція знаходиться на двоколійній електрифікованій залізниці, що проходить з півночі на південь (лінія Слов'янськ — Костянтинівка, далі на Горлівку / Ясинувату). На південний схід від станції відходить одноколійна неелектрифікована лінія до міста Бахмут.
Вихід до міста здійснюється із західної сторони вокзалу по вулицях, що розходяться радіально від Привокзальної площі (вулиці Комерційна, Шкільна, Тріумфальна, Залізнична). Через пішохідний перехід на південний схід від вокзалу можна вийти до заводу СКМЗ (нині не працює) і мосту через річку Казенний Торець.

## Історія
У вересні 1868 року, під час будівництві Курсько-Харківсько-Азовської залізниці, на південь від Слов'янська біля сіл Білянське (нині — Прокатчик) і Петровське було збудовано роз'їзд і залізничну платформу Краматорська. Раніше залізниця була одноколійною і роз'їзд був необхідний, щоб мали можливість розминуться поїзди між двома станціями — Слов'янськом та Дружківкою.
У 1869 році управління Південних залізниць при станції відкрило училище для дітей робітників станційних служб, пошти та телеграфу.
1878 року від станції було прокладено лінію до міст Бахмут та Дебальцеве. В цьому ж році адміністрація Донецької кам'яновугільної залізниці відкрила тут лікарню, а 1879 року завершене будівництво кам'яної будівлі вокзалу і двоповерхової службової будівлі.

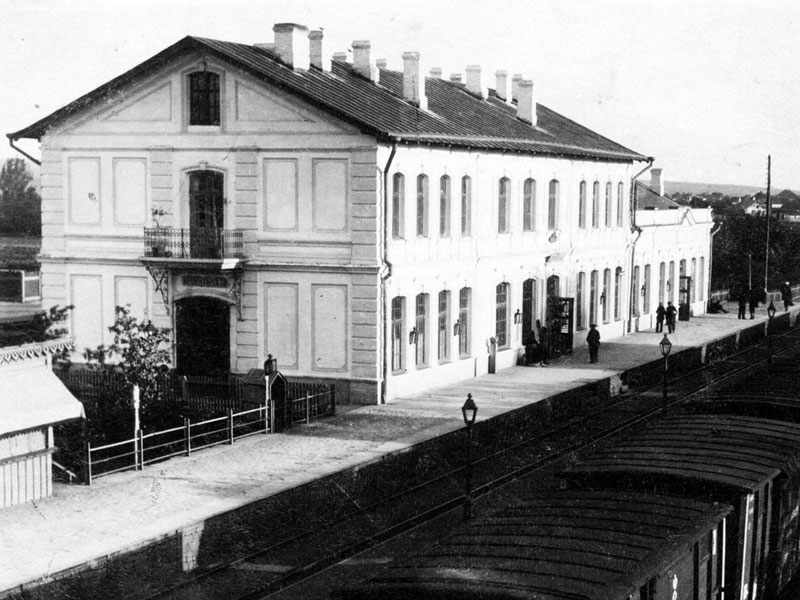
Вокзал на початку XX століття
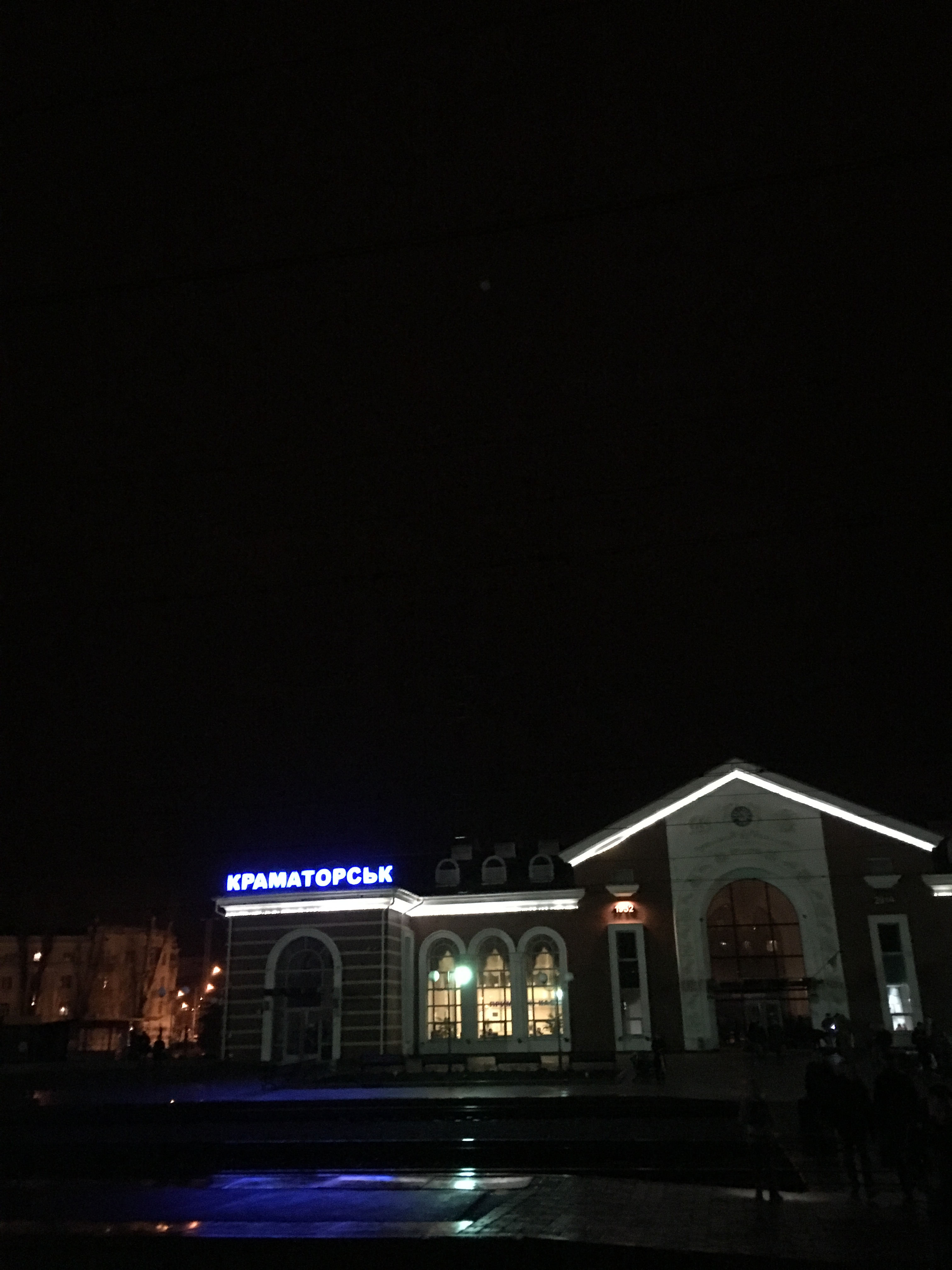
Вокзал вночі
Загальний вигляд станції
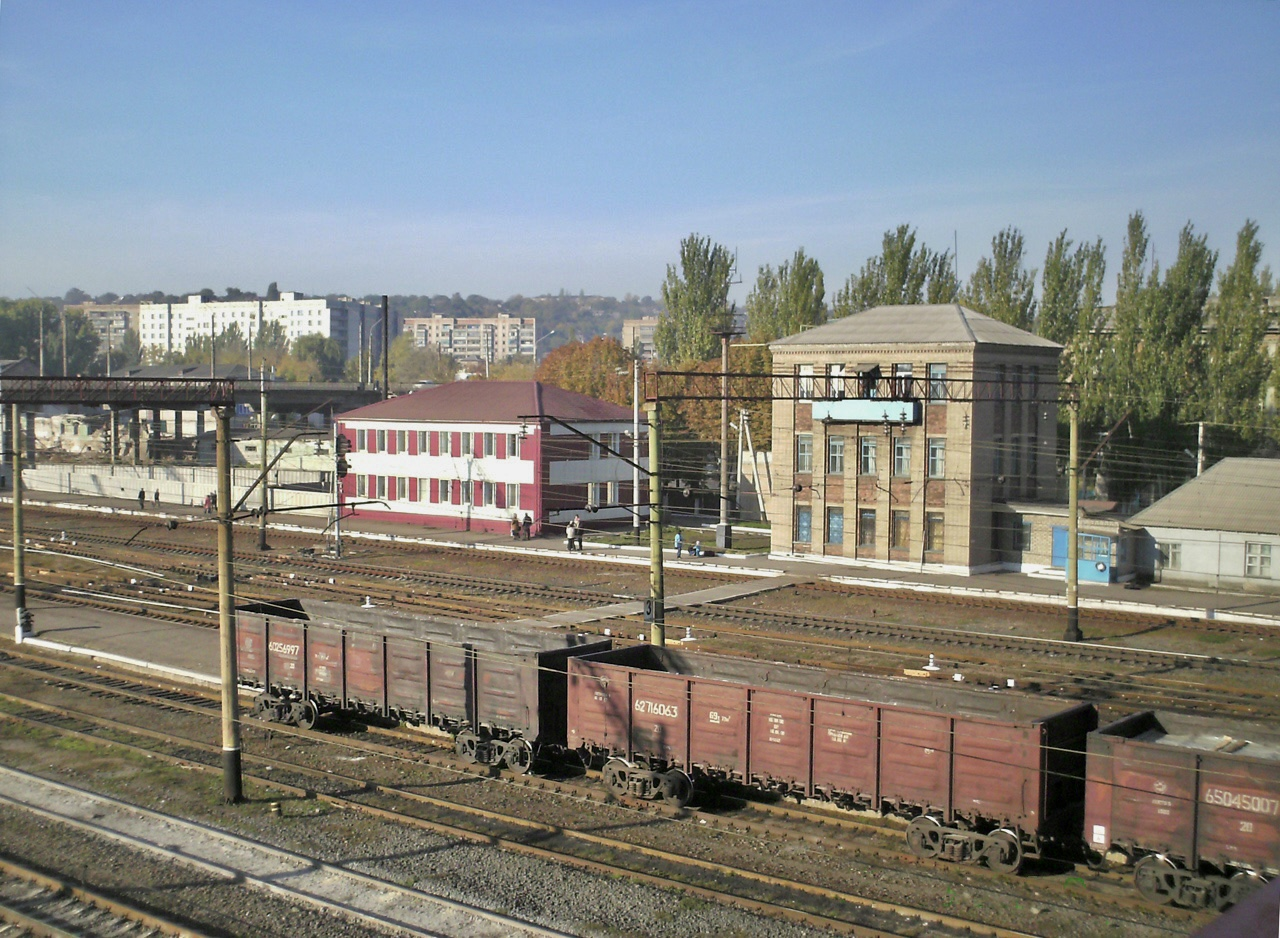
Адміністративні будівлі

З 1885 року вживається також назва станції Краматорівка. З будівництвом біля станції у 1887 році заводу вогнетривів почався розвиток промисловості та самого майбутнього міста Краматорська.
У 1952 році замість зруйнованої під час Другої світової війни будівлі вокзалу за проєктом архітектора В. М. Сиромятникова зведена нова.
У 2013—2014 роках будівлю вокзалу реконструйовано за проєктом бюро Валентирова (архітектори А. Валентиров, С. Сейнов, Є. Криськова).
1 листопада 2021 року на Привокзальній площі у Краматорську було встановлено маневровий танк-паровоз 9П-337. Паровози типу 9П випускалися СРСР з 1935 по 1957 роки. Саме ця модель була випущена 1949 року і використовувалася до 1985 року на Краматорському феросплавному заводі (КФЗ). У 2021 році було відреставровано впродовж 2 місяців на заводі КЗТС.
Російське вторгнення в Україну (з 2022)
8 квітня 2022 року, внаслідок цілеспрямованого ракетного удару по станції Краматорськ з боку російських окупантів, загинула 61 особа, отримало поранення різного ступеня важкості 121 особа, які перебували на вокзалі на евакуаційний рейс поїзда. Зазнала руйнувань залізнична інфраструктура станції.

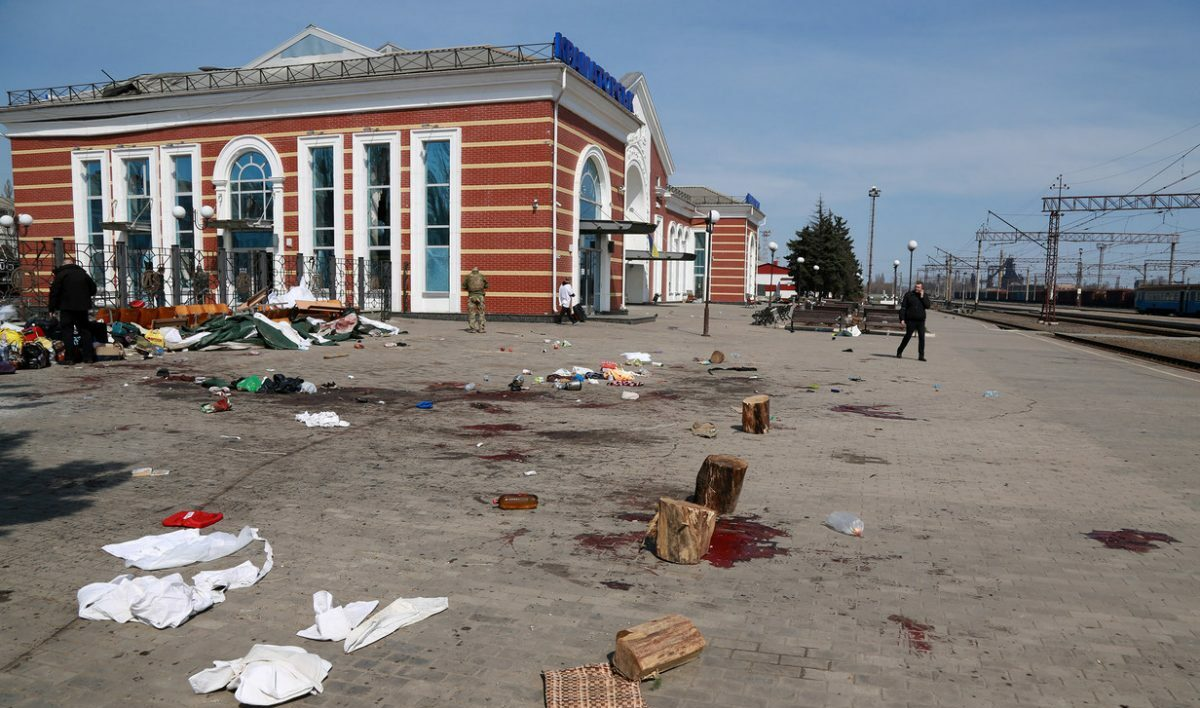
Наслідки ракетного удару (8 квітня 2022)
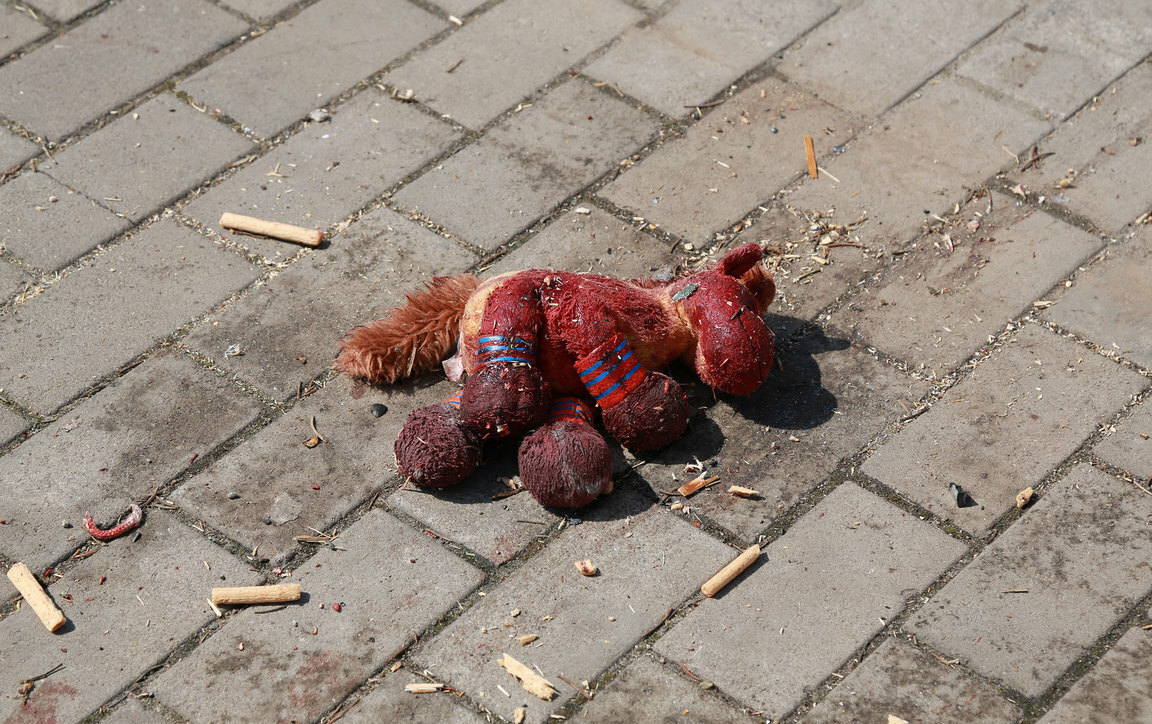
Закривавлена дитяча іграшка, яка належала одній з п'яти дітей, які загинули під час теракту

21 травня 2022 року Служба безпеки України повідомила, що отримані неспростовні докази причетності російських окупантів до обстрілу залізничного вокзалу у Краматорську внаслідок ракетного удару 8 квітня 2022 року. Завдяки низці досліджень траєкторії польоту ракети та аналізу інших аспектів вдалося встановити, що удар було здійснено з території Донецької області, яка ще з 2014 року перебуває під тимчасовою російською окупацією. Експерти підтвердили, що для обстрілу окупанти застосували керовану одноступінчату твердопаливну ракету 9М79-1 із зарядом касет, яка відома як «Точка У». У СБУ наголосили, що декілька комплексів «Точки У» розміщені на окупованих територіях Донбасу і використовуються загарбниками вже понад вісім років.
Російські окупанти намагалися звинуватити в ракетному ударі Україну, заявляючи, що у ЗС РФ нібито давно немає на озброєнні «Точок У». Також російська пропаганда поширила повідомлення про обстріл російськими окупаційними військами вокзалу Краматорська, але відразу після появи свідчень масової загибелі цивільних ці записи почали видаляти та редагувати.
З 14 жовтня 2022 року відновлено залізничне сполучення (пасажирські поїзди тимчасово не курсували майже півроку через ворожу ракетну атаку на вокзал станції Краматорськ). Першим рейсом на станцію Краматорськ прибув денний швидкісний поїзд № 711/712 «Інтерсіті+» сполученням Київ — Краматорськ, символічно на Покрову та День Захисника та Захисниць України у тестовому режимі, а згодом і на постійній основі. Поїзд забезпечив комфортне сполучення столиці з Донеччиною, впродовж 2022—2024 років поїздом перевезено 917,5 тис. пасажирів, з них — 31,5 тис. дітей, а також отримав неофіційну назву «Поїзд на війну», адже саме ним подорожують пасажири у Слов'янськ та Краматорськ мешканці Донеччини та  війсковослужбовці, які їдуть ним у відрядження чи на відновлення й повертаються до своїх підрозділів.
Згодом були призначені низка поїздів до Краматорська, а саме:
- № 101/102 Херсон — Краматорськ;
- № 103/104 Львів — Краматорськ;
- № 191/192 Одеса — Краматорськ.

## Пасажирське сполучення

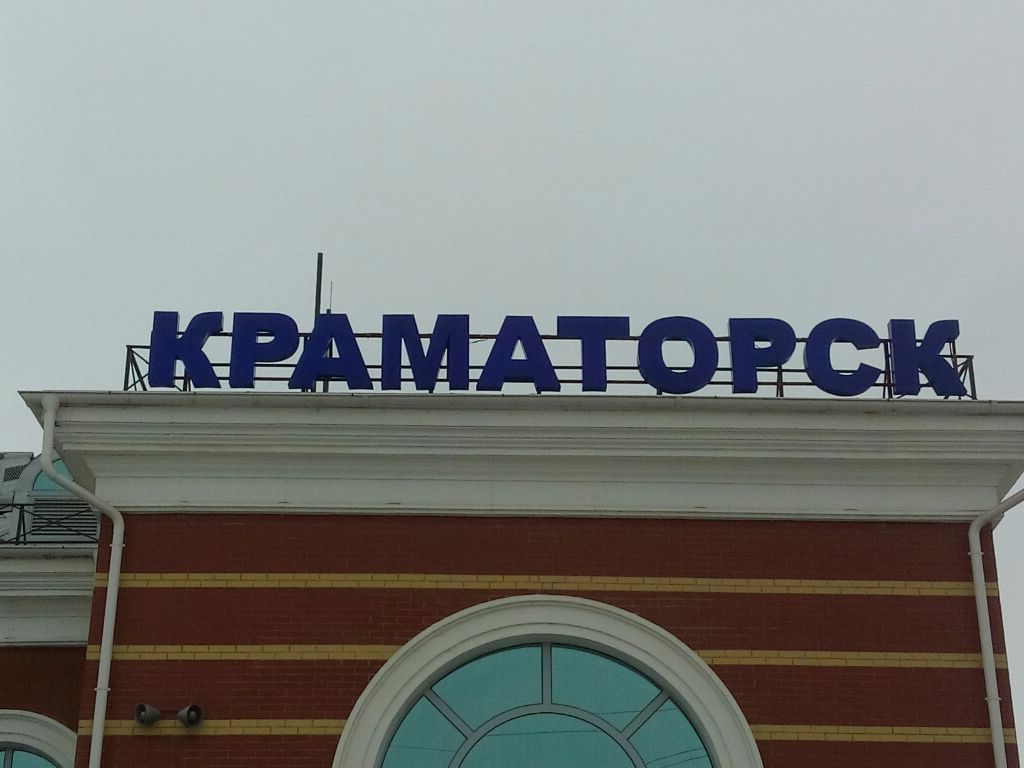
Вокзал Краматорськ

На станції зупиняються поїзди далекого та приміського сполучення. До 2022 року курсували поїзди до Дружківки, Костянтинівки, а приміське сполучення існувало до станції  Скотувата. До 2014 року, з початку військової агресії на сході України та АТО, існувало пряме сполучення з Ясинуватою, Донецьком, Маріуполем, Горлівкою, Макіївкою, Іловайськом та іншими містами Донбасу, а також з містами рф. Наразі станція є кінцевою для прийому всіх поїздів далекого сполучення (з 14.10.2022), до 13 серпня 2025 року приміські поїзди курсували до станції Кіндратівка.
| Рух поїздів по станції Краматорськ |                          |                                           |              |                  |
| №                                  | Маршрут сполучення       | Періодичність курсування                  | Час прибуття | Час відправлення |
| Далеке сполучення                  |                          |                                           |              |                  |
| 191                                | Краматорськ — Одеса      | З 10.12.2023 через день                   | —            | 17:32            |
| 192                                | Одеса — Краматорськ      | З 11.12.2023 через день                   | 16:45        | —                |
| 103                                | Львів — Краматорськ      | З 10.12.2023 щоденно                      | 15:17        | —                |
| 104                                | Краматорськ — Львів      | З 11.12.2023 щоденно                      | —            | 16:06            |
| 101                                | Херсон — Краматорськ     | З 10.12.2023 через день                   | 08:23        | —                |
| 102                                | Краматорськ — Херсон     | З 11.12.2023 через день                   | —            | 09:15            |
| 711 «Інтерсіті+»                   | Київ — Краматорськ       | З 10.12.2023 щоденно                      | 13:41        | —                |
| 712 «Інтерсіті+»                   | Краматорськ — Київ       | З 10.12.2023 щоденно                      | —            | 14:30            |
| Приміське сполучення               |                          |                                           |              |                  |
| 6811                               | Слов'янськ — Кіндратівка | Скасований з 14.08.2025, курсував щоденно | 06:16        | 06:17            |
| 6812/6822                          | Кіндратівка — Харків     | Скасований з 14.08.2025, курсував щоденно | 07:20        | 07:21            |
| 6705                               | Слов'янськ — Кіндратівка | Скасований з 14.08.2025, курсував щоденно | 08:08        | 08:09            |
| 6706                               | Кіндратівка — Слов'янськ | Скасований з 14.08.2025, курсував щоденно | 09:23        | 09:24            |
| 7005/7004                          | Верхівцеве — Краматорськ | Щоденно, крім середи                      | 11:14        | —                |
| 6818                               | Краматорськ — Слов'янськ | Щоденно, крім середи                      | —            | 11:25            |
| 6819                               | Слов'янськ — Краматорськ | Щоденно, крім вівторка                    | 12:48        | —                |
| 7006/7007                          | Краматорськ — Верхівцеве | Щоденно, крім вівторка                    | —            | 13:00            |
| 6705                               | Слов'янськ — Кіндратівка | Скасований з 14.08.2025, курсував щоденно | 17:43        | 17:44            |
| 6252                               | Кіндратівка — Слов'янськ | Скасований з 14.08.2025, курсував щоденно | 18:58        | 18:59            |
| 6005/6015                          | Харків — Краматорськ     | Щоденно                                   | 19:16        | —                |
| 6231                               | Краматорськ — Слов'янськ | Щоденно                                   | —            | 19:30            |

Поїзди тимчасово не курсували до Краматорська з 8 квітня 2022 року. Вранці цього дня російські окупанти завдали ракетного удару по залізничному вокзалу станції Краматорськ. Внаслідок ракетного удару 61 особа загинула, а 121 особа отримала поранення різного ступеня важкості. Через деокупацію населених пунктів Донеччини та тих, які були поблизу лінії фронту під час російського вторгнення в Україну, «Укрзалізниця» поступово відновлює залізничне сполучення.
14 жовтня 2022 року до свята дня захисника України та Покрови було відновлено залізничне сполучення між Києвом та Краматорськом, з призначенням швидкісного поїзду «Інтерсіті+» № 712/711 Київ — Краматорськ, поїзд відправили зі словами «Слава Україні!» з першої платформи київського вокзалу. На маршруті руху поїзд зупиняється на 9 проміжних станціях: Дарниця, Гребінка, Лубни, Миргород, Полтава-Київська, Красноград, Лозова, Барвінкове та Слов'янськ.
6 листопада 2022 року було призначено поїзд 192/191 Одеса — Краматорськ. Поїзд курсує через день у складі двогрупного 92/91-192/191 Одеса — Харків, Краматорськ. Слідує через ряд станцій серед яких: Подільськ, Голта, Кропивницький, Знам'янка-Пасажирська, Дніпро-Головний, Лозова. На станції Лозова у поїзда тривала зупинка, де виконується причеплення/відчеплення групи вагонів з/до Харкова.
З кінця квітня 2023 року після успішного рейсу поїзда єднання від Ужгорода до Краматорська, який доставив гуманітарну допомогу та пітримку нашим захисникам, було призначено поїзд № 103/104 сполученням Львів — Краматорськ. Поїзд курсує щоденно у складі двогрупного 21/22-103/104 Львів — Харків, Краматорськ. На станції Полтава-Київська у поїзда тривала зупинка, виконується причеплення/відчеплення групи вагонів з/до Харкова. Прямує через станції Тернопіль, Хмельницький, Вінниця, Київ-Пасажирський, Миргород, Полтава-Київська, Карлівка, Берестин, Лозова, Близнюки, Барвінкове.
З кінця липня 2023 року, після численних звернень пасажирів було призначено призначено поїзд  № 101/102 Херсон — Слов'янськ (шляхом подовження вже існуючого маршруту Херсон — Київ), а через 2 тижні після його запровадження, а саме з 5 серпня 2023 року маршрут було подовжено до Краматорська. Відтоді і призначений поїзд № 101/102 Херсон — Київ — Краматорськ, що курсує через день. У поїзда тривала зупинка на станції  Київ-Пасажирський (понад одну годину). На шляху прямування поїзд зупиняється на станціях Миколаїв-Пас., Долинська, Імені Тараса Шевченка, Київ-Пасажирський, Гребінка, Лубни, Полтава-Південна, Берестин, Лозова, Барвінкове та Слов'янськ. Таким чином даний поїзд є одним з найдовших та поєдную майже всю країну від героїчного Херсону до могутнього Краматорська.
З 14 серпня 2025 року, з міркувань безпеки в регіоні, скасовані приміські поїзди до станції Кіндратівка, а також змінені графіки руху 11 приміських поїздів зі Слов'янська та Краматорська, зокрема, до Харкова та Лозової. Рух приміських поїздів обмежений до станції Краматорськ.

## Галерея

Вигляд вокзалу з боку міста (до реконструкції)
Вигляд вокзалу з боку залізниці (до реконструкції)
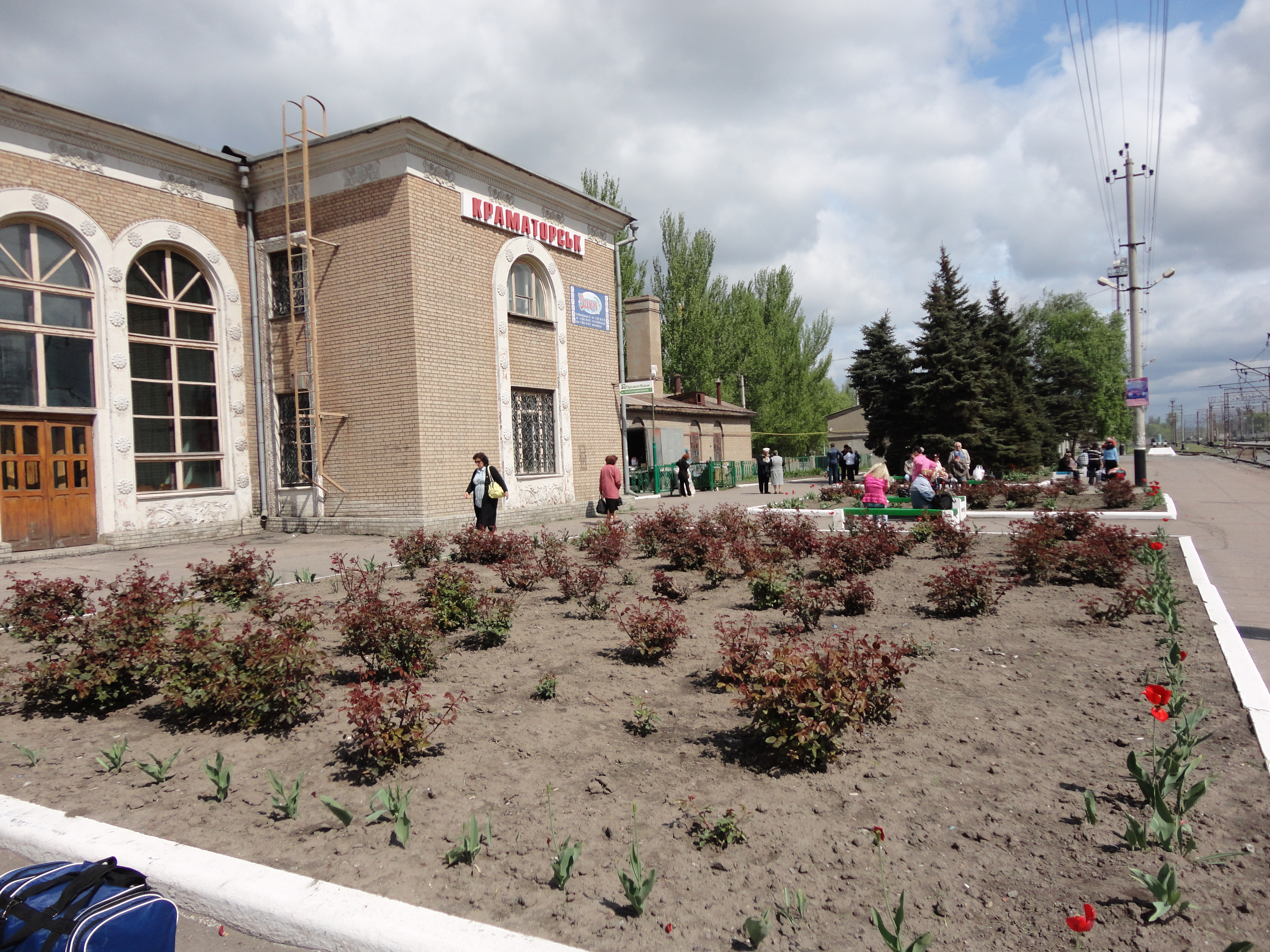
Платформа № 1 (2011)
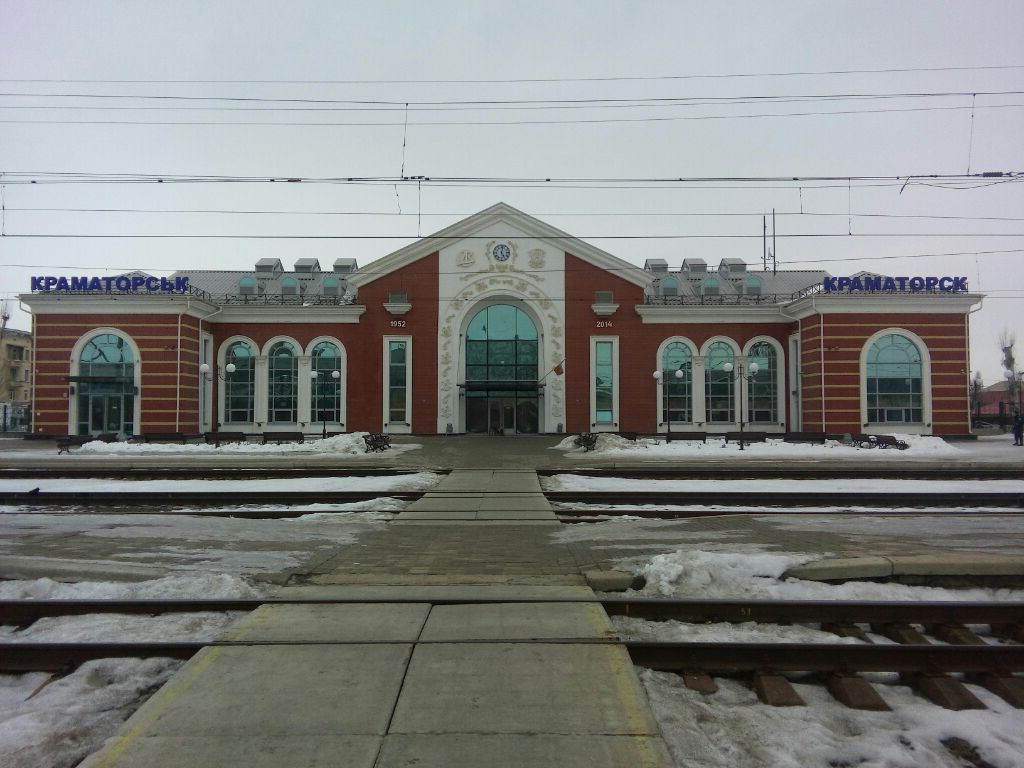
Вокзал з платформи № 3